# Steven Pruitt

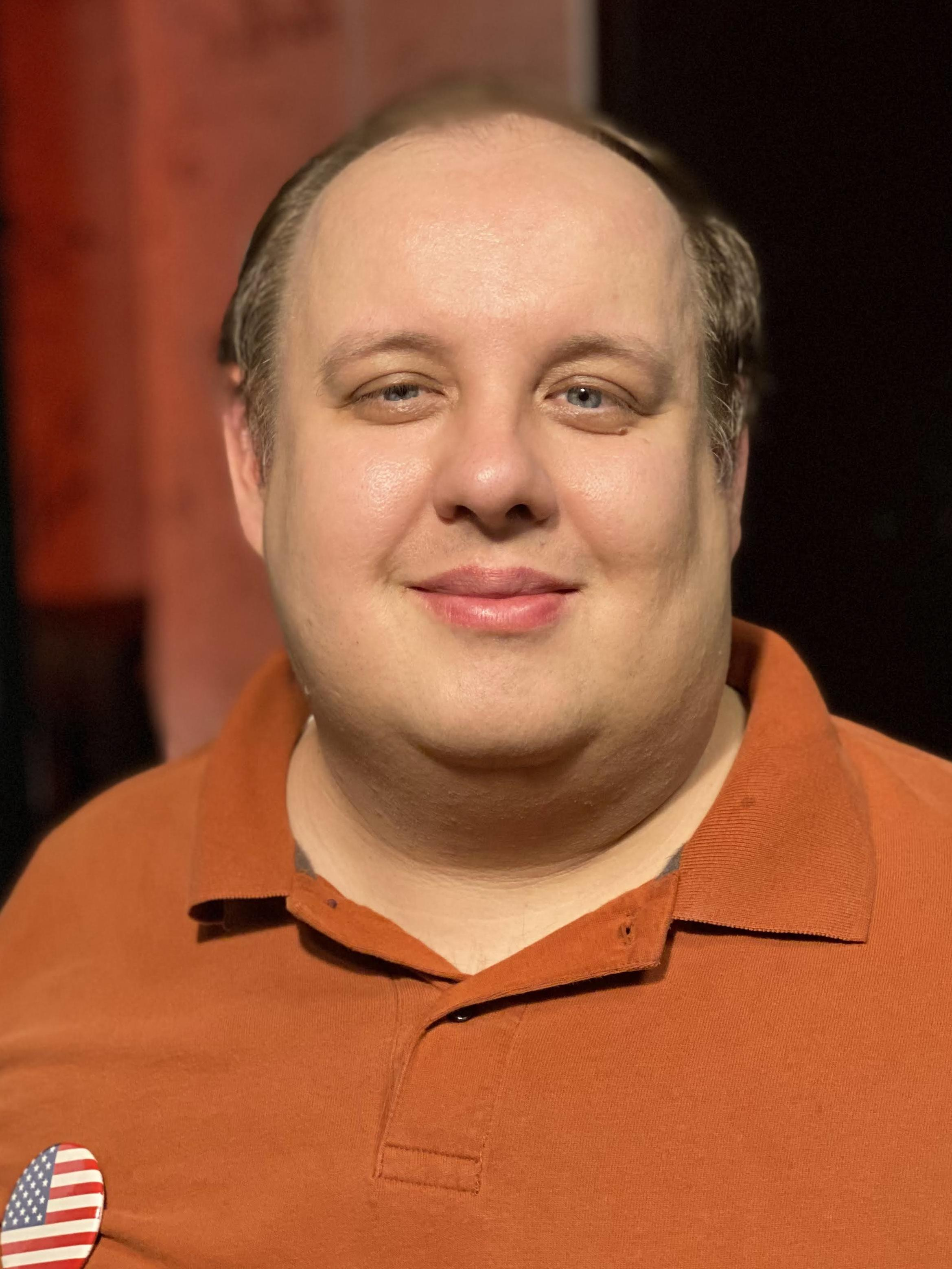
Steven Pruitt in 2022

Steven Pruitt (San Antonio (Texas), 17 april 1984) is een auteur op de Engelstalige Wikipedia en is sinds 2004 actief onder het pseudoniem Ser Amantio di Nicolao. In 2017 werd hij door Time uitgeroepen tot een van de 25 meest invloedrijke mensen op het internet. Dit was omdat hij reeds meer dan drie miljoen aanpassingen en vijfendertigduizend artikelen op zijn naam had staan. Het aantal bewerkingen is in 2025 ruim 6,5 miljoen.
Pruitt zet zich in om feiten op Wikipedia te controleren en zo nodig aan te passen. Ook zet hij zich in voor het project Women in Red om meer artikelen over vrouwen op Wikipedia te krijgen.
Pruitt schrijft met name over historische onderwerpen en zijn eerste artikel ging over Peter Francisco, die een voorouder van hem is. Zijn pseudoniem, Ser Amantio di Nicolao, is een karakter uit de opera Gianni Schicchi van Puccini.